# 武谷三男
武谷 三男（たけたに みつお、1911年（明治44年）10月2日 - 2000年（平成12年）4月22日）は、日本の理論物理学者。理学博士。三段階論、技術論で知られる。

## 経歴
福岡県生まれ。台北高等学校を経て、京都帝国大学理学部を卒業後、湯川秀樹、坂田昌一の共同研究者として、原子核・素粒子論の研究を進めた。その一方、中井正一、久野収らと共に、反ファシズムを標榜する雑誌『世界文化』『土曜日』に参加するなどしたため、2度にわたって検挙された。戦時下には理化学研究所を中心とする原子爆弾の開発（ニ号研究）にも関わっていた。1943年にロシア人医師ピニロピ（バルチック艦隊艦長の孫。後に武谷病院を開設）と結婚。
終戦後は、鶴見俊輔らと『思想の科学』を創刊。創刊号の巻頭論文「哲学はいかにして有効さをとりもどし得るか」を著す。その後、思想の科学研究会メンバーとして、科学史、技術論などの分野で論文を多く発表した。原子力問題でも積極的に発言し、アメリカの水爆実験を批判し、その一方で社会主義国による核保有を肯定した。広島や長崎への原爆投下については「反ファッショ」の「人道的行為」としてこれを礼賛した。安全性に関する理論は公害反対運動などにも大きな影響を与えた。1953年から1969年まで立教大学理学部教授を務めた。1954年にはに原子力に関する日本初の教科書と言われる『教養の科学原子力』を共同執筆、立教大学への原子炉導入を積極的に推し進め、1957年の同大の原子力研究所設立に尽力した。1972年原子力安全問題研究会を立ち上げた。1976年、原子力資料情報室が発足し代表になる。
2000年4月22日に前立腺癌で亡くなった。

## 親族
白系ロシア人の妻ピニロピ（2015年没）は、帝政ロシアの職業軍人の娘で、ロシア革命時に一家で日本に亡命。会津で育ち、眼科医となり、東京・清瀬市に武谷病院(現・きよせの森総合病院、医療法人社団レニア会)を開設した。モデル小説に『悲しみのマリア』（熊谷敬太郎、NHK出版 上下、2014年）がある。
ピニロピとの間に生まれた息子の武谷光は、ジャズピアニストから作曲家を経て、現在は医事経済評論家。医療法人社団レニア会の理事も務める。講談師・神田香織は、義理の娘(息子の妻で本名は武谷光子)で、姑をモデルにした著書『女医レニヤの物語―ロシアから来た女性(ひと)は「愛」の種をまいた』（主婦の友社 1990年）を上梓している。

## 業績

### 素粒子論
武谷の今に残る業績は、方法論などである。しかし、武谷の主たる研究活動の領域は素粒子論で、素粒子論の検討から三段階論が生まれている。武谷は、その生きた時代、湯川秀樹・朝永振一郎・坂田昌一と並び称された。舌鋒は鋭く朝永は、武谷の批判はきついが、たまにほめられると喜ばしいと述べている。
武谷はパリティ非保存を解明しようとしたが、若手はパリティも知らんのかと誰も武谷について行かなかった。後に、パリティ非保存はヤンとリーにより証明され、二人はノーベル賞を獲得した。武谷は残念がり、君たちは偉くなったのだ。私は若いころ群論が得意だったと述べている。
武谷三男を中心とする湯川グループは、1個のp中間子を交換する効果は比較的離れた領域での核力をうまく説明できることを示した。しかし、近似を上げて2個の交換を見ると、よい結果が得られなかった。しかし、坂田模型では，基本粒子間の相互作用が元であって、湯川型相互作用はそれから導かれた近似と見做すべきことになる。名古屋グループは，この考えに基づき、粒子1個の交換ではあるが、近距離までの核力をかなりうまく説明できた。これらの成果はハドロンの複合性を素粒子反応の面からも裏付けた。

### 武谷理論
武谷理論とは武谷三男によって形成され、提起された科学論・科学方法論をいう。主として三段階論と技術論からなる。

#### 三段階論
三段階論とは、量子力学の認識論的問題、すなわち量子力学の測定問題および解釈問題を解決する実用的な理論形成手法として提唱された方法論である。唯物弁証論的な実体論的方法の明確化が革新的であった。
1. 現象論的段階：量子力学の範疇に入る現象で測定にかかるものをそのまま記述する段階
2. 実体論的段階：上記現象の方程式を作る前に、現象論的段階に出てこない実体（模型[7]、粒子など）を知る（場合によっては新たに導入する）段階
3. 本質論的段階：現象論的段階で記述される現象を、実体論的段階で導入した実体も含めて、方程式など主として数学的手法で記述する段階

坂田昌一と武谷は三段階論を基礎に研究を進め、坂田は名古屋大学を拠点に多くの研究者を輩出した。また、武谷は多くの研究室を訪れ、方法論を含め活発な議論を行い多くの刺激を与えた。朝永研究室にも盛んに訪問している。この中には南部陽一郎もいた。南部は、武谷の三段階論に関し、自分を坂田武谷哲学の信徒と述べている（南部陽一郎『素粒子論の発展』）。

#### 技術論
「技術とは人間実践（生産的実践）における客観的法則性の意識的適用である」（「技術論ー迫害と戦いし知識人にささぐー」『弁証法の諸問題』所収）と捉える新しい技術論を開いた。「技術論」の初出は『新生』（1946年2月号）であり、「１.日本民主主義革命と技術者」および「2.技術論（特高調書）」の2部からなる。「技術論」の本体は「特高調書」であり、「諸家に対する批判にはそれゆえ政治的考慮がはらわれてある事」に留意すべきである。戦後において一貫して行われた武谷の現代技術批判は、彼の「技術論」の具体的な展開であった。その検討・評価は今日の重要な課題である。

### 平和および原子力関係

#### 「原子力平和利用三原則」の提唱
占領下日本において原子力の研究は禁止された。1952年4月28日に講和条約が発効すると、占領下で禁止されていた原子力研究を再開する機運が日本学術会議において物理学者の間で盛り上がった。同年11月、原子炉建設に際して前提とすべき諸条件を武谷は次のように規定した。すなわち、原子爆弾の唯一の被害者である日本人は、平和的な原子力の研究を行なう権利を最も有するとした上で、「日本で行なう原子力研究の一切は公表すべきである。また日本で行なう原子力研究には、外国の秘密の知識は一切教わらない。また外国との秘密な関係は一切結ばない。日本の原子力研究所のいかなる場所にも、いかなる人の出入りも拒否しない。また研究のためいかなる人がそこで研究することを申し込んでも拒否しない。以上のことを法的に確認してから出発すべきである」と述べた（著作集3『戦争と科学』pp.154-155）。この武谷の発言は「公開・民主・自主」を3つの柱とする「原子力平和利用三原則」の原型となった。1953年12月8日、アイゼンハワー米大統領が国連総会において、「アトムズ・フォア・ピース」のための国際管理機関の設置及び核分裂物資の国際プール案を提案した。これを受けて日本では1954年3月3日、改進党代議士・中曽根康弘を中心に、2億3千5百万円の原子炉築造予算が上程され、直ちに可決された。学術会議は直ちに対抗し、まず伏見康治によって「原子力憲章」が作成され、3月20日には学術会議原子核特別委員会（朝永振一郎委員長）において原子核物理学者の意見が集約された。そして4月23日、日本学術会議第17回総会において原子力平和利用を保証する「公開・民主・自主」の三原則を訴える声明が発せられたのである。 
三原則の文言は1955年12月、原子力基本法に取り入れられた。しかし、肝心な点で妥協があった。原子力の研究と利用に関する「一切の情報の完全公開」が「成果の公開」に。ここから原子力開発の既成事実が累々と積み上げられた。 
さらに、福島第一原発事故（2011.3.11）後、原子力規制委員会設置法の成立（2012.6.20）と同時に、「原子力基本法」第2条に第2項が追加された。現行の原子力基本法第2条：「原子力利用は、平和の目的に限り、安全の確保を旨として、民主的な運営の下に、自主的にこれを行うものとし、その成果を公開し、進んで国際協力に資するものとする。２　前項の安全の確保については、……我が国の安全保障に資することを目的として、行うものとする」。ここで、安全保障とは軍事用語であることに留意。すなわち、今日において重要なのは「原子力平和利用三原則」を支える科学・技術思想そのものである。 

#### 放射線被曝におけるがまん量としての許容量の考え方（武谷説）
武谷は、『許容量』とは安全を保証する自然科学的な概念ではなく、放射線利用の利益・便益とそれに伴う被曝の有害さ・リスクを比較して決まる社会的な概念であって、”がまん量”とでも呼ぶべきものである という主旨の説を提唱した（武谷説）。
その後、武谷説は世界的に認められ、ICRPの国際勧告においても放射線防護体系という形で反映されている。

##### 経緯・具体内容
1954年3月1日に、ビキニ環礁での米国による第一回目の水爆実験（キャッスル作戦）に巻き込まれる形で日本の第五福竜丸が被曝したが、これを契機として原水爆実験を原因とする死の灰（放射性降下物）の影響というものが世界的に大きな問題として浮かび上がることとなった。
被爆国である日本においては放射線被曝の人体許容量に国民の関心が集まった。それに答える形で、原水爆の死の灰による放射線は米国で用いられている許容線量 よりも低い線量なので安全であるという主張が、実験実施国である米国側から も、またそれに追従する日本の科学者からも言われた。
急性の放射線障害といった確定的影響 (deterministic effects)であれば、ある程度大きな（閾線量を超える）線量被曝を受けなければその害は現れない。ところが、ガンの発生および後の世代に現れる遺伝的影響といった現代でいうところの確率的影響 (stochastic effects)については、当時（1950年代中頃）においても、閾値が存在せずかつ障害発生の確率がそれまでに受けた被曝線量の総和に比例している（すなわち、放射線被曝は微量でも有害）と考える説 が世界の専門学者らによって大体認められてきていた。
米国側などが主張した無害な量を意味した『許容量』の科学的根拠が失われていることを見抜いていた立教大学教授であった武谷は、放射線防護のための新しい考え方として、1957年に岩波新書『原水爆実験』において、『許容量』とは安全を保証する自然科学的な概念ではなく、放射線利用の利益・便益とそれに伴う被曝の有害さ・リスクを比較して決まる社会的な概念であって、”がまん量”とでも呼ぶべきものである という主旨の説を提唱した（武谷説）。

## 著作

### 博士論文
- 『理論物理学の形成の論理(理学博士)』名古屋大学、1949年。

### 単著
- 『弁証法の諸問題』理学社、1946年（改訂新版 霞書房 1951年、理論社版 1954年）
- 『量子力学の形成と論理 Ⅰ 原子模型の形成』銀座出版社、1948年（復刻版、勁草書房、1972年）
- 『続弁証法の諸問題』世界評論社、1950年（理論社版 1955年）
- 『物理学入門（上）―力と運動』岩波書店、1952年（増補版『物理学入門』［「自然科学概論」＝辞典、「科学的なものの考え方とは何か」＝板倉聖宣との対話 を付加]、季節社、1977年）
- 『科学のとびら』（ケプラー・パストゥール・アインシュタインに関する3章から成る）毎日新聞社、1953
- 『みな殺し戦争としての現代戦』毎日新聞社、1953年
- 『原水爆実験』岩波書店〈岩波新書〉、1957年。
- 『科学入門』（『科学のとびら」[1953]に「原子の世界の論理」および「科学者の政治的な役割」を付加）勁草書房、1964年（新版 [「序」羽仁五郎「『科学入門』ユーモア論」を付す] 勁草書房、 1970年）
- 『弁証法の諸問題』（『武谷三男著作集』第1巻として『続弁証法の諸問題』と合わさった形で刊行、「解説」星野芳郎）、勁草書房、1968年
- 『現代の理論的諸問題』岩波書店、1968年。
- 『市民の論理と科学』筑摩書房、1975年
- 『科学者の社会的責任ーー核兵器に関して』（序「核戦争の危機と科学者の責任」Ⅰ 第一章「ヒロシマ・ナガサキの二重の意味」第二章「核兵器への対抗（私のかかわり合い）」Ⅱ 第一章「ブレヒトの『科学者の原罪』」第二章「唐木順三著『「科学者の社会的責任」についての覚え書』について［唐木に代表される言説の批判］ Ⅲ 「責任論」 粟田賢三・武谷三男の対話）勁草書房、1982年
- 『科学大予言ー大凶の未来を生きのびる法』光文社、1983年
- 『思想を織る』朝日新聞社、1985年
- 『フェイルセイフ神話の崩壊』技術と人間、1989年
- 『増補版 科学入門』（新版『科学入門』[1970]にガリレイの章を追加）、勁草書房、1996年
- 『環境と社会体制』技術と人間、1998年
- 『罪つくりな科学ーー人類再生にいま何が必要か』青春出版社、1998年
- 『危ない科学技術』青春出版社、2000年。

### 著作集
- 『武谷三男 著作集（全六巻）』勁草書房。

1. 『弁証法の諸問題』（星野芳郎「解説」）1968.6
2. 『原子力と科学者』（藤本陽一「解説」）1968.8
3. 『戦争と科学』（長崎正幸「解説」）1968.11
4. 『科学と技術』（星野芳郎「解説」）1969.4
5. 『自然科学と社会科学』（羽仁五郎「解説に代えてー『明治百年』と闘うわれわれの論理」、星野芳郎「解説」）1970.2
6. 『文化論』（山代巴「解説」）1969.6

- 『武谷三男 現代論集（全七巻）』勁草書房。

1. 『原子力―闘いの歴史と哲学』（藤本陽一「解説」）1974.6
2. 『核時代―小国主義と大国主義』（長崎正幸「解説」）1974.11
3. 『技術と科学技術政策―文明・大学問題・独占資本』（星野芳郎「解説」）1976.4
4. 『思想・科学・哲学』（古田光「解説」）1977.5
5. 『安全性と公害』（近藤完一「解説」）1976.9
6. 『市民と政治―憲法・生活・医療』（川上武・川島みどり「解説」）1975.9
7. 『芸術と教育』（岡村春彦・峯孝・園部三郎「解説」）1977.1

### 共著
- 湯川秀樹・坂田昌一『真理の場に立ちて』毎日新聞社、1951年（武谷三男・星野芳郎共編 「科学論・技術論双書」6  湯川秀樹・坂田昌一・武谷三男著『素粒子の探究』、勁草書房、1965年）
- 湯川秀樹, 坂田昌一『現代学問論』勁草書房、1970年。
- 星野芳郎『現代技術と政治ーー核ミサイル・先端技術・エコロジー』技術と人間、1984年
- 長崎正幸『量子力学の形成と論理 Ⅱ量子力学への道』勁草書房、1991年
- 長崎正幸『量子力学の形成と論理 Ⅲ量子力学の成立とその論理』勁草書房、1993年

### 編著
- 『素粒子論の研究Ⅰーー中間子討論会報告』素粒子論研究会編 代表武谷三男、岩波書店、1949年
- 『死の灰』岩波書店〈岩波新書〉、1954年。
- 『自然科学概論（第一巻）—科学技術と日本社会—』（改訂版(1962)）勁草書房、1957年。
- 『自然科学概論（第二巻）—現代科学と科学論—』勁草書房、1960年。
- 『自然科学概論（第三巻） —科学者・技術者の組織論—』勁草書房、1963年。
- 『素粒子の本質』坂田昌一・中村誠太郎との共編、岩波書店、1963年
- 『素粒子の探究』星野芳郎との共編「科学論・技術論双書」6（湯川秀樹「回顧と展望」 坂田昌一「中間子理論研究の回顧」 武谷三男「素粒子論グループの形成―私の目で見たー」 湯川・坂田・武谷＋小川修三・藤本陽一「戦後の発展を語る」）、勁草書房、1965年
- 『安全性の考え方』（武谷「安全性の哲学」を含む「小児マヒと母親」「水俣病」「公害の街・四日市」「三井三池の悲劇」「薬の危険性」等全13項目から成る）岩波書店、1967年
- 『宇宙線研究』岩波書店、1970年。
- 『公害・安全性・人権』（武谷「公害問題について」をめぐって14人の諸氏との対話）読売新聞社、1972年
- 『原子力発電の安全性』原子力安全問題研究会編（小野周・中島篤之助・藤本陽一との共編著）、岩波書店、1975年
- 『原子力発電』岩波書店〈岩波新書〉、1976年。
- 『狭山裁判と科学―法科学ノートー』、社会思想社、1977年
- 『特権と人権ーー不確実性を超える論理』(武谷「特権と人権の思想―社会変革の手がかりにー」をめぐって羽仁五郎・鶴見俊輔・中島通子・古田光・粟田賢三との対話）、勁草書房、1979年
- 『「王様は裸」の論理ーー現代を考える25章』（討論者：高橋昇・岡村春彦）、勁草書房、1981

### 対談・討論
- 『自然科学と社会科学の現代的交流』（自然科学者［武谷三男・久保亮五］と社会科学者［杉本栄一・高島善哉・都留重人］との科学方法論に関する討論）、理論社、1949年
- 『現代生物学と弁証法ーーモノー『偶然と必然』をめぐって』（野島徳吉との対話）、勁草書房、1975年
- 『現代技術の構造』技術と人間、1975年
- 『聞かれるままに』（北沢恒彦との対話）思想の科学社、1986年
- 『都市と科学の論理ーー阪神・淡路大震災がつきつけたもの』（対談者 小田実、司会者 藤田邦彦）、こぶし書房、1999年

### 訳書
- クラーク・グッドマン 著、豊田 利幸, 小川 岩雄（共訳） 編『原子炉入門―立教大学における講義にもとづく』岩波書店、1956年。
- サンティリャーナ『ガリレオ裁判』武谷三男監修・一瀬幸雄訳、岩波書店、1973年

### エッセー・一般雑誌論文・インタビュー他
- 「革命期における思惟の基準―自然科学者の立場から―」『自然科学』創刊号 1946.1（「原子爆弾は日本の野蛮に対する青天の霹靂であった」との叙述含む [これをどう読むか]。著作集4『科学と技術』所収）、1946年
- 「哲学はいかにして有効さを取戻しうるか」『思想の科学』1946.5 創刊号（「物理学そのものと、物理学の解釈とは全く異なるものだ」との叙述含む。著作集1『弁証法の諸問題』所収）、1946年
- 「自然科学と社会科学の発展に於ける媒介的基礎」（内田義彦との対談）『潮流』第1巻6月号、1946年
- 「科学・数学・教育」（富山小太郎・矢野健太郎との座談会）小倉金之助先生古稀記念出版編集委員会編『科学史と科学教育』大日本図書、1956年
- 「自然の発見」（坂田昌一・羽仁五郎とのシンポジウム）『岩波講座 哲学Ⅵ 自然の哲学』岩波書店、1968年
- 「時評：技術の”進歩”と”反進歩”の思想」『技術と人間』第1巻1号、1972年
- 「原子力巨大開発の論理」（インタビュー構成）『技術と人間』第5号、1973.4
- 「エネルギー革命論の虚妄」（星野芳郎との対談）『技術と人間』、1974.4
- 「安全性の原則――土壌凝固剤と『安全性の哲学』の欠如」『技術と人間』、1975.4
- 「私を感動させた本―羽仁五郎著『都市の論理』」『草月』1975.6
- 「原子力開発の歴史的構造」（星野芳郎・河合武との座談会）『技術と人間』臨時増刊号、1976.11
- 「コンピュータ問題の考え方」『技術と人間』臨時増刊号〈コンピュータ社会と人間―人間にとって、社会にとってコンピュータとは何か〉1978.9
- 「中間子論と三段階論」（辻哲夫との対話）日本物理学会編『日本の物理学史 上 歴史・回想編』、東海大学出版会、1978年
- 「平和の原点を形象化」（山代巴『霧氷の花  囚われの女たち第一部』「径通信 山代巴文庫第一次刊行特集号」への寄稿、「治安維持法と被爆とのかかわりを…人間像を通じて作品に形象化された」）、径書房、1980年
- 「核抑止論の幻想と日本の立場」（インタビュー）『現代の眼』、1980.11
- 「現代史の諸問題――武谷・星野技術論は主張する」（星野芳郎との対談）『技術と人間』、1981.2
- 「私とマルクス：学びとった科学論の哲学的基礎―没後100年 マルクスとは何だったのか」『朝日ジャーナル』1983.3.4
- 「羽仁五郎は"毒薬"か"劇薬"か」（インタビュー）『新雑誌X』、1984.7
- 「ジャンボ墜落事故に想う」『技術と人間』、1985.10
- 「事故の哲学」『技術と人間』、1986.5
- 「続・事故の哲学」『技術と人間』、1986.6
- 「印象深き人」『岡村昭彦集2』月報2、筑摩書房、1986年
- 「原子力と人間」（インタビュー）『経セミ増刊 チェルノブイリ原発事故』、日本評論社、1986年
- 「市民として考えるための論理」『思想の科学』、1987.6
- 「実践的な観点で――自著自注＝『弁証法の諸問題』」『思想の科学』1987.8
- 「スパイ・ココム・テクノロジー」『技術と人間』、1987.10
- 「推進派はチェルノブイリから何を学んだか」『技術と人間』、1988.5
- 「久保栄の『手記』を読んで」（羽仁五郎・星野芳郎との座談会［1978.4.8］）『久保栄研究』第11号、1988年
- 「ソ連の事態をどう見るか」『技術と人間』、1991.9
- 「湯川理論と哲学」『数学セミナー』（1992.3 特集・1930年代はこんな時代だった）日本評論社、1992年
- 「解説」『内橋克人クロニクル・ノンフィクション①「技術一流国」ニッポンの神話』、社会思想社、1992年
- 「田中慎次郎さんのこと」『みすず』390（追悼・田中慎次郎）、1993年
- 「科学はいかにして鍛えられるか――現象の奥にある実体・本質に迫る思考を」（星野芳郎との対談）『エコノミスト』1994.1.18
- 「早川さんについて」早川幸男『素粒子から宇宙へ――自然の深さを求めて』付録文集に所収、名古屋大学出版部、1994年
- 「近藤洋逸君の思い出」（佐々木 力編集『近藤洋逸数学史著作集』第2巻付録 1994.8）、日本評論社、1994年
- 「私が生きた戦後50年」（編集者・高橋昇との対話）『技術と人間』、1995.10
- 「若き日のあこがれ」（「ぼくの青春に美しい一ページを残してくれたミツコさんの話」）『技術と人間』第29巻第2号、2000.3
- 「最も謙虚で、最も勇敢な人」（「水戸巌に捧ぐ」〈水戸巌さん追悼集会〉［1988.1.31］にて）『原発は滅びゆく恐竜である―ー水戸巌著作・講演集』所収、緑風出版、2014年

### 写真・映像
- 「坂田昌一・武谷三男」土門拳『風貌（続）』（日本学術会議総会が開かれている上野の学士院にて撮影［1951.4.28］）講談社、1978年
- 左幸子監督『遠い一本の道』1970年代はじめに封切られた国鉄労働組合制作の映画。夜汽車で学生2人を前に技術論の基礎を講義する場面に武谷が出てくる。全体として武谷技術論に基づいた、労働現場における「合理化」批判の映画。荒廃した軍艦島の映像も出てくる。国鉄労働組合のモニュメント。
- 映画『科学の殿堂』完全版（昭和17年制作）の24分03秒－25分45秒に当時の仁科研究室における討論の場面が収められている。仁科芳雄、朝永振一郎、坂田昌一らとともに武谷三男が出てくる。理化学研究所の広報活動の内、理研ヒストリア「大河内正敏と理研コンツェルン」においてこの映像を見ることができる。

### 関連人物
| - 仁科芳雄 - 朝永振一郎 | - 星野芳郎 - ロバート・オッペンハイマー | - 広重徹 - ウィラード・リビー |  |